# 조니 오브라이언트

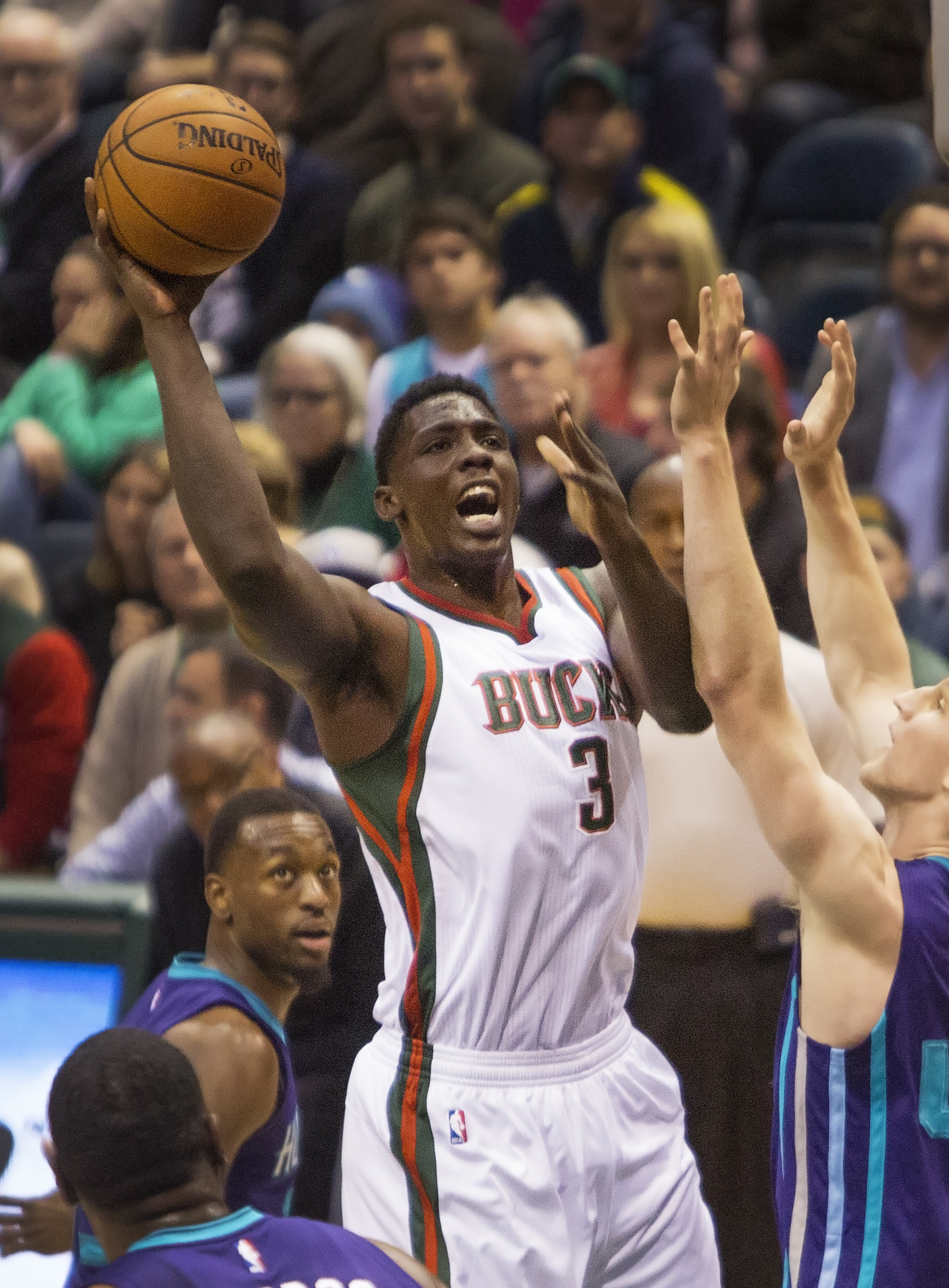
2014년 모습

조니 오브라이언트(Johnny O'Bryant, 본명: 조니 리 오브라이언트 3세, Johnny Lee O'Bryant III, 1993년 6월 1일 ~ )는 B.리그 이바라키 로보츠의 미국 프로 농구 선수이다. 루이지애나 주립대학교에서 대학 농구를 했다.

## 고등학교 경력
ESPN.com에서 4성 선수로 분류한 오브라이언트는 2011년 미국 내 파워 포워드 7위이자 46위 선수로 선정되었다.

## 대학 경력
루이지애나 주립 대학에서 3년 동안 대학 생활을 한 동안 O'Bryant는 통산 1,000점과 통산 리바운드 700개를 기록한 14명의 LSU 선수 중 한 명이었다. 그는 또한 All-SEC 1군에 두 번이나 선정되었다.
2014년 4월 1일, 그는 대학 자격 마지막 해를 앞두고 NBA 드래프트를 선언했다.

## 프로 경력
- 밀워키 벅스 (2014-2016)
- 노던 애리조나 선스(2016~2017)
- 덴버 너게츠 (2017)
- 북부 애리조나로 돌아가기 (2017)
- 샬럿 호네츠 (2017-2018)
- 마카비 텔아비브(2018~2019)
- 로코모티프 쿠반 (2019-2020)
- 츠르베나 즈베즈다 (2020-2021)
- 터키 텔레콤 (2021)
- 원주DB프로미(2021~2022)
- 메랄코 볼트 (2022)
- 상하이 샤크스 (2022-2023)
- 이바라키 로보츠(2023~현재)